# Прясло стены Новгородского Кремля с двумя воротами между Дворцовой башней и Пречистенской аркой
Прясло стены Новгородского Кремля с двумя воротами между Пречистенской аркой и Дворцовой башней — памятник архитектуры. Расположен в Великом Новгороде, в восточной прибрежной части Новгородского Кремля.
У прясла форма вогнуто-выпуклой кривой, оно делится на северный (до остатков Борисоглебской башни, 109 м) и южный (177 м) участки. Сооружение было создано в конце XV века на базе более древней стены, построенной в 1331—1334 годах на участке от Пречистенской арки до Борисоглебской башни, и в 1400 году до Дворцовой башни. Изначально зубцы прясла были двурогими, их переделали при перестройках в конце XVI и в середине XVII веков, стены при этом побелили, а земляной вал укрепили дубовыми сваями и тарасами. В середине XVIII века, в 1820-е годы и в середине XIX века прясло ремонтировали, в 1939 году аркады и зубцы северной части были укреплены Управлением новгородских музеев.
Во время Великой Отечественной войны верхние части зубцов были утрачены, на стенах образовались многочисленные выбоины, части стены 1862 года деформировались так, что на внутренних сводах появились трещины. В 1947 году прясло частично отреставрировала Новгородская реставрационная мастерская, в 1950—1951 годах были отремонтированы зубцы, аркада части стены 1862 года, боевой ход покрыли бетонными плитами. В 1954 году А. В. Воробьёв создал проект по восстановлению двурогих зубцов, но его не реализовали, и вместо них сохранились лишь отдельные кирпичи. Частичный ремонт стен проводился в 1970—1980-х годах, частичный ремонт зубцов и покрытие бетонных плит рубероидом были сделаны в 1993—1994 годах.
Северная часть в целом сохранилась в облике XV—XVII вв, это вертикальная сверху стена из булыжного камня и плитняка с наклонной цокольной частью, над цоколем идёт горизонтальный валик. Стены облицованы кирпичом, в древнейшей части его размеры 26 x 13 x 6-5,5 см. По верхнему обрезу идёт защищённый прямоугольными зубцами на высоту около 1 метра боевой ход. У каждого четвёртого зубца сделана узкая прямоугольная амбразура, 2 через 2 чередуются обычные зубцы и зубцы со срезанными изнутри углами (для поворота ствола пушки), верх зубцов покрыт цементом. На внутреннем фасаде — шестнадцать ниш арочной формы, в одной из которых расположена на 2008 год заложенная бойница подошвенного боя. Ворота расположены в той части прясла, где раньше был овраг с ручьём и где нет земляного вала. Одни ворота на 2008 год заложены, время их создания неизвестно. Считается, что до них были созданы Боярские водяные ворота (3,8х4м) — проём с двумя выступами, перекрытыми арками по сторонам. Над средней частью сделана треугольная перемычка, на 2008 год ворота перекрыты металлической решёткой. Кирпичная облицовка неоднократно визуально заметно чинилась.
Южная часть обрушалась, в 1862 году её восстановили в кирпиче без сохранения древних форм. Зубцы при восстановлении были сделаны прямоугольными, более тонкими, без амбразур; сама стена тоже более тонкая, чем северная. На внутреннем фасаде сделаны глубокие ниши, на внешнем фасаде нет ни наклонного цоколя, ни валика. Внутри сделаны сводчатые помещения, на 2008 год используемые под музейные склады. К восточному фасаду примыкает законсервированная Борисоглебская башня.